# Osiecka (serial telewizyjny)
Osiecka – polski telewizyjny serial biograficzny opowiadający historię Agnieszki Osieckiej.
Biografia Agnieszki Osieckiej została przedstawiona w trzynastu odcinkach, a jej tłem są artystyczne, obyczajowe oraz polityczne realia tamtych czasów, panorama kulturalnego i towarzyskiego życia Warszawy i Polski na przestrzeni kilku dekad. Chociaż w serialu nie zostało przedstawione całe życie Osieckiej, serialem zachęciło się miliony widzów. Bohaterami serialu – poza Osiecką – są postacie takie jak m.in.: Zbigniew Cybulski, Bogumił Kobiela, Elżbieta Czyżewska czy Jeremi Przybora.
Scenariusz serialu napisali Maciej Karpiński i Maciej Wojtyszko, przy współpracy z Henryką Królikowską i reżyserem Robertem Glińskim, na podstawie dostępnych biografii Agnieszki Osieckiej oraz poświęconych artystce materiałów archiwalnych. Pomysłodawczynią projektu, a także jego producentem realizującym, jest Joanna Ochnik.
Za reżyserię serialu odpowiadają Robert Gliński i Michał Rosa. Za zdjęcia odpowiada Adam Bajerski, za scenografię – Ryszard Meliwa, charakteryzację Marcin Rodak, a za kostiumy – Ewa Gronowska, kierownikiem produkcji jest Paweł Bareński a reżyserami castingu Ewa Brodzka i Krzysztof Łączak.
Zdjęcia kręcono w Łodzi (Pałac Wilhelma Lürkensa, pałaca Biedermanna, Willa Teodora Milscha, Szkoła Filmowa w Łodzi, Bank Towarzystwa Wzajemnego Kredytu Przemysłowców Łódzkich), Krakowie, Warszawie i Kazimierzu Dolnym.

## Obsada
| Aktor                 | Rola                               |
| --------------------- | ---------------------------------- |
| Eliza Rycembel        | Agnieszka Osiecka                  |
| Magdalena Popławska   | Agnieszka Osiecka                  |
| Piotr Żurawski        | Daniel Passent                     |
| Maria Pakulnis        | Maria Osiecka, matka Agnieszki     |
| Jan Frycz             | Wiktor Osiecki                     |
| Jędrzej Hycnar        | Marek Hłasko                       |
| Mikołaj Roznerski     | Wojciech Frykowski                 |
| Grzegorz Małecki      | Jeremi Przybora                    |
| Barbara Garstka       | Elżbieta Czyżewska                 |
| Adam Turczyk          | Jerzy Markuszewski                 |
| Jan Marczewski        | Andrzej Jarecki                    |
| Marcin Januszkiewicz  | Jarosław Abramow                   |
| Mateusz Kmiecik       | Wojciech Solarz                    |
| Tomasz Włosok         | Zbigniew Mentzel                   |
| Jan Hrynkiewicz       | Witold Dąbrowski                   |
| Marcin Bubółka        | Bogumił Kobiela                    |
| Oskar Borkowski       | Zbigniew Cybulski                  |
| Łukasz Konopka        | Jerzy Andrzejewski                 |
| Aleksandra Pisula     | Olga Lipińska                      |
| Paulina Walendziak    | Krystyna Sienkiewicz               |
| Anna Mierzwa          | Kalina Jędrusik                    |
| Olga Szomańska        | Katarzyna Gärtner                  |
| Dominika Kluźniak     | Barbara Krafftówna                 |
| Mariusz Kiljan        | Jerzy Wasowski                     |
| Patryk Szwichtenberg  | Seweryn Krajewski                  |
| Aleksandra Konieczna  | Hanna Bakuła                       |
| Karolina Piechota     | Maryla Rodowicz                    |
| Wiktoria Gorodeckaja  | Józefina Pellegrini                |
| Magdalena Smalara     | Helena, gospodyni Osieckich        |
| Katarzyna Żak         | Maria Hłasko, matka Marka          |
| Stanisław Górka       | Kazimierz, ojczym Marka Hłaski     |
| Maciej Robakiewicz    | Dygnitarz partyjny                 |
| Katarzyna Gniewkowska | Teofila Frykowska, matka Wojciecha |
| Jacek Mikołajczak     | Jan Frykowski, ojciec Wojciecha    |
| Marek Serafin         | Sierecki                           |

## Spis serii
| Seria | Seria | Sezon          | Odcinki   | Premiera serii  | Finał serii    | Pora emisji                       | Średnia oglądalność |
| ----- | ----- | -------------- | --------- | --------------- | -------------- | --------------------------------- | ------------------- |
|       | 1.    | zima 2020/2021 | 1–13 (13) | 25 grudnia 2020 | 14 lutego 2021 | niedziele i dni świąteczne, 20.15 | 2,47 mln            |

## Lista odcinków
| Nr | Tytuł                    | Reżyseria      | Scenariusz                            | Data premiery (TVP1) | Oglądalność |
| -- | ------------------------ | -------------- | ------------------------------------- | -------------------- | ----------- |
| 1  | Jej pierwszy bal         | Robert Gliński | Henryka Królikowska                   | 25 grudnia 2020      | 2 705 305   |
| 2  | Żyliśmy jak na wietrze   | Robert Gliński | Henryka Królikowska, Maciej Wojtyszko | 26 grudnia 2020      | 2 154 574   |
| 3  | Piękna dwudziestoletnia  | Michał Rosa    | Maciej Wojtyszko                      | 27 grudnia 2020      | 2 382 165   |
| 4  | Wspólnie do raju         | Michał Rosa    | Maciej Karpiński, Aneta Wróbel        | 1 stycznia 2021      |             |
| 5  | Żartowałam               | Michał Rosa    | Maciej Karpiński, Aneta Wróbel        | 2 stycznia 2021      |             |
| 6  | Gdy pada deszcz          | Michał Rosa    | Maciej Wojtyszko                      | 3 stycznia 2021      | 2 602 095   |
| 7  | Ratunku, ratunku...      | Michał Rosa    | Maciej Wojtyszko                      | 6 stycznia 2021      |             |
| 8  | Za kolegów               | Michał Rosa    | Maciej Karpiński                      | 10 stycznia 2021     | 2 532 135   |
| 9  | Erzac, nie życie         | Michał Rosa    | Maciej Karpiński                      | 17 stycznia 2021     |             |
| 10 | Dawne życie poszło w dal | Michał Rosa    | Maciej Karpiński                      | 24 stycznia 2021     |             |
| 11 | Wada serca               | Michał Rosa    | Maciej Karpiński                      | 31 stycznia 2021     |             |
| 12 | Po balu                  | Michał Rosa    | Maciej Karpiński                      | 7 lutego 2021        | 2 729 179   |
| 13 | Nie chcę spać            | Robert Gliński | Robert Gliński                        | 14 lutego 2021       |             |